# Richard Devon
Pour les articles homonymes, voir Devon.
Richard Devon est un acteur américain, né le 11 décembre 1926 à Glendale (Californie), mort le 26 février 2010 à Mill Valley (Californie).

## Biographie
Au cinéma, Richard Devon contribue à vingt-quatre films américains, le premier sorti en 1952 ; son deuxième film est Le Fils prodigue de Richard Thorpe (1955, avec Lana Turner et Edmund Purdom). Suivent notamment le western Les Comancheros de Michael Curtiz (1961, avec John Wayne et Stuart Whitman), Matt Helm, agent très spécial de Phil Karlson (1966, avec Dean Martin et Stella Stevens) et Magnum Force de Ted Post (son avant-dernier film, 1973, avec Clint Eastwood et Hal Holbrook).
Son dernier film est La Septième Prophétie de Carl Schultz (avec Demi Moore et Michael Biehn), sorti en 1988.
À la télévision américaine, excepté un téléfilm de 1962, il apparaît surtout dans quatre-vingt-trois séries (plusieurs dans le domaine du western) dès 1954, dont Au nom de la loi (trois épisodes, 1958-1959), Bonanza (quatre épisodes, 1960-1967), Mission impossible (trois épisodes, 1966-1972) et La Planète des singes (un épisode, 1974).
Sa dernière série est Jack Killian, l'homme au micro, lors d'un épisode diffusé en 1991.

## Filmographie partielle

### Cinéma
- 1955 : Le Fils prodigue (The Prodigal) de Richard Thorpe : Risafe
- 1957 : 3 h 10 pour Yuma (3:10 to Yuma) de Delmer Daves : un homme de main de Wade
- 1958 : Mitraillette Kelly (Machine Gun Kelly) de Roger Corman : Apple
- 1958 : L'Héritage de la colère (Money, Women and Guns) de Richard Bartlett (en) : Setting Sun
- 1958 : War of the Satellites de Roger Corman : Dr Pol Van Ponder
- 1958 : L'Or du Hollandais (The Badlanders) de Delmer Daves : un garde de la prison
- 1961 : Les Comancheros (The Comancheros) de Michael Curtiz : Esteban
- 1962 : Un direct au cœur (Kid Galahad) de Phil Karlson : Marvin
- 1963 : Les Ranchers du Wyoming (Cattle King) de Tay Garnett : Vince Bodine
- 1966 : Matt Helm, agent très spécial (The Silencers) de Phil Karlson : Domino
- 1973 : Magnum Force de Ted Post : Carmine Ricca
- 1988 : La Septième Prophétie (The Seventh Sign) de Carl Schultz : le deuxième cardinal

### Télévision
(séries)
- 1955-1956 : Rintintin (The Adventures of Rin Tin Tin)
  - Saison 2, épisode 1 L'Appel du clairon (The Bugle Call, 1955) : Chef Sasabi
  - Saison 3, épisode 3 Sorrowful Joe (1956) : Kessala
- 1956-1958 : La Flèche brisée (Broken Arrow)
  - Saison 1, épisode 7 Hermano (1956) : McKeever
  - Saison 2, épisode 33 Blood Brother (1958) : Nagay
- 1957-1963 : La Grande Caravane (Wagon Train)
  - Saison 1, épisode 1 The Willy Moran Story (1957) d'Herschel Daugherty : le voyou du saloon
  - Saison 3, épisode 8 The Felizia Kingdom Story (1959) de Joseph Pevney : Frency
  - Saison 6, épisode 24 The Emmett Lawton Story (1963) de Virgil W. Vogel : Perk Lopely
- 1958 : Peter Gunn
  - Saison 1, épisode 9 Image of Sally : Joe Nord
- 1958-1959 : Au nom de la loi (Wanted: Dead or Alive)
  - Saison 1, épisode 6 Une curieuse habitude (The Giveaway Gun, 1958 - Phil) de Don McDougall et épisode 26 Le Marché (Eager Man, 1958 - Gar Foley) de Don McDougall
  - Saison 2, épisode 1 Le Petit Joueur (Montana Kid, 1959) de Thomas Carr : Freighter Jack
- 1959 : Zorro
  - Saison 2, épisode 20 Étincelle de revanche (Spark of Revenge) de William Witney : Mauridio Alviso
- 1959-1960 : One Step Beyond
  - Saison 1, épisode 10 La Vision (The Vision, 1959) de John Newland : Major La Marre
  - Saison 3, épisode 12 L'Inconnu (Where Are They?, 1960) de John Newland : Charles Elton
- 1959-1962 : 77 Sunset Strip
  - Saison 1, épisode 22 The Fifth Stair (1959) de Vincent Sherman : le tueur
  - Saison 4, épisode 37 Framework for a Badge (1962) de George Waggner : Norm Leach
- 1959-1962 : L'Homme à la carabine (The Rifleman)
  - Saison 1, épisode 35 Blood Brother (1959) d'Arnold Laven : Jethroe
  - Saison 2, épisode 9 The Spiked Rifle (1959 - Austin Stark) de John English et épisode 23 The Grasshopper (1960 - Walt Ryerson) de Lewis Allen
  - Saison 3, épisode 8 Miss Milly (1960 - Jack Adams) de Joseph H. Lewis et épisode 13 The Silent Knife (1960 - Ben Macowan) de Don Medford
  - Saison 4, épisode 4 The Stand-In (1961) de Joseph H. Lewis : Gus Potter
  - Saison 5, épisode 9 The Most Amazing Man (1962) : Lovett
- 1960 : Bonne chance M. Lucky (Mr. Lucky)
  - Saison unique, épisode 12 Maggie the Witness de Boris Sagal : l'acteur Polly
- 1960 : Sugarfoot
  - Saison 3, épisode 15 Vinegarroon : Steve Wyatt
- 1960-1962 : Laramie
  - Saison 1, épisode 28 Saddle and Spur (1960) de Thomas Carr : Ed Trask
  - Saison 4, épisode 12 Gun Duel (1962) de Thomas Carr : Del Shamley

- 1960-1967 : Bonanza

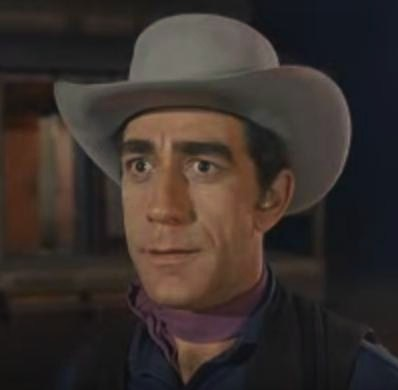
Dans Bonanza, épisode The Avenger (1960)

  - Saison 1, épisode 26 The Avenger (1960) de Christian Nyby : M. Hawkins
  - Saison 2, épisode 11 The Trail Gang (1960) de John Rich : Jake Rubidah
  - Saison 6, épisode 6 The Scapegoat (1964) de Christian Nyby : Weaver
  - Saison 8, épisode 18 A Bride for Buford (1967) de William F. Claxton : Blackie Welles
- 1961 : Les Incorruptibles (The Untouchables)
  - Saison 2, épisode 18 Tribunal secret (The Underground Court) de Don Medford : Valentine Ferrar
- 1962 : La Quatrième Dimension (The Twilight Zone)
  - Saison 3, épisode 18 Les Chaussures diaboliques (Dead Man's Shoes) : Dagget
- 1962 : Les Aventuriers du Far West (Death Valley Days)
  - Saison 10, épisode 18 Preacher with a Past : Deke
- 1963 : Rawhide
  - Saison 5, épisode 14 Le Croque-mort (Incident of the Buryin' Man) de Thomas Carr : Cole Striker
- 1963 : Gunsmoke ou Police des plaines (Gunsmoke ou Marshal Dillon)
  - Saison 8, épisode 38 The Quest for Asa Janin d'Andrew V. McLaglen : Asa Janin
  - Saison 9, épisode 9 Ex-Con de Thomas Carr : Sam Pitts
- 1963-1970 : Le Virginien (The Virginian)
  - Saison 2, épisode 7 Brother Thaddeus (1963) de John English : Arthur Fabus
  - Saison 4, épisode 18 Long Ride to Wind River (1966 - Beamer) de Paul Henreid et épisode 28 No Drums, No Trumpets (1966 - Ed Beal)
  - Saison 8, épisode 15 You Can Lead a Horse to Water (1970) de James Neilson : Haskell
- 1964 : L'Homme à la Rolls (Burke's Law), première série
  - Saison 2, épisode 4 Who Killed the Horne of Plenty? de Richard Kinon : Errol Fuller
- 1964-1966 : Perry Mason, première série
  - Saison 7, épisode 20 The Case of the Frightened Fisherman (1964) d'Arthur Marks : Marion Devlin
  - Saison 8, épisode 21 The Case of the Fatal Fetish (1965) : l'avocat Neil Howard
  - Saison 9, épisode 20 The Case of the Scarlet Scandal (1966) de Jerry Hopper : Ed Kesko
- 1965 : Le Fugitif (The Fugitive)
  - Saison 2, épisode 23 Les Survivants (The Survivors) de Don Medford : le sergent de police
- 1964-1969 : Daniel Boone
  - Saison 1, épisode 5 The Choosing (1964) de Thomas Carr : Tice Fowler
  - Saison 2, épisode 17 The Seminole Territory (1966) de John Florea : Hotallah
  - Saison 3, épisode 9 The Loser's Race (1966) : Stokes
  - Saison 5, épisode 5 The Plague That Came to Ford's Run (1968) de Fess Parker : Bill Archer
  - Saison 6, épisode 6 The Traitor (1969) de Nathan Juran : Many Lives
- 1965-1966 : Laredo
  - Saison 1, épisode 11 Jinx (1965 - Max Fender) de Paul Stanley (1965) et épisode 22 No Bugles, One Drum (1966 - Max Vander) d'Earl Bellamy
- 1965-1968 : La Grande Vallée (The Big Valley)
  - Saison 1, épisode 3 La Statue du père (Boots with My Father's Name, 1965) de Joseph H. Lewis : Phelps
  - Saison 4, épisode 10 La Couturière hors-la-loi (A Stranger Everywhere, 1968) de Paul Henreid : Link
- 1966-1967 : Lassie
  - Saison 12, épisode 23 The Silent Threat (1966) de William Beaudine : John Borregos
  - Saison 14, épisode 11 Ride the Mountain (1967), épisode 13 Fury at Wind River (1967) de Robert Sparr et épisode 14 Showdown (1967) de Jack Hively : Merle Dixon
- 1966-1972 : Mission impossible (Mission: Impossible), première série
  - Saison 1, épisode 9 La guerre était au bout du fil (A Spool There Was, 1966) de Bernard L. Kowalski : Inspecteur Gulik
  - Saison 6, épisode 21 Casino (1972) de Reza Badiyi : Steve Cameron
  - Saison 7, épisode 13 Le Pantin (The Puppet, 1972) de Lewis Allen : Hank
- 1967 : Le Cheval de fer (The Iron Horse)
  - Saison 1, épisode 21 Duo de fer (Shadow Run) de Paul Henreid : DeWitt
- 1967 : Le Grand Chaparral (The High Chaparral)
  - Saison 1, épisode 5 A Quiet Day in Tucson de William F. Claxton : Kansas
- 1967-1972 : Mannix
  - Saison 1, épisode 13 Le Ver dans le fruit (Run, Sheep, Run, 1967) de Gene Reynolds : Capitaine Tom Randolph
  - Saison 5, épisode 19 L'Appât (Cry Pigeon, 1972) de Reza Badiyi : Lee Martisse
- 1967-1972 : Sur la piste du crime (The F.B.I.)
  - Saison 3, épisode 1 The Gold Card (1967) de Don Medford : Earl Davis
  - Saison 4, épisode 3 The Quarry (1968) de Robert Day : Barney
  - Saison 5, épisode 23 Return to Power (1970) de Don Medford : Frank Di Mirjian
  - Saison 8, épisode 2 Edge of Desperation (1972) d'Arnold Laven : Holland
- 1968 : Max la Menace (Get Smart)
  - Saison 3, épisode 20 Cirez Max (The Wax Max) de James Komack : Waxman
- 1974 : La Planète des singes (Planet of the Apes)
  - Saison unique, épisode 9 L'Étalon (The Horse Race) de Jack Starrett : Zandar
- 1985 : Matt Houston
  - Saison 3, épisode 21 Death Watch : Harris
- 1991 : Jack Killian, l'homme au micro (Midnight Caller)
  - Saison 3, épisode 11 Vive l'amour (That's Amoré) de James A. Contner : Martin Longo